# (34146) 2000 QH16
2000 كيو إتش 16 (ويعرف أيضًا باسم (34146) 2000 كيو إتش 16 وفق تسمية الكوكب الصغير) (بالإنجليزية: 2000 QH16)‏ هو كويكب ضمن حزام الكويكبات؛ وترتيبه 34146 من حيث الاكتشاف.
اكتُشف هذا الجُرم الفلكي بواسطة بحث لنكولن عن الكويكبات القريبة من الأرض في 24 أغسطس 2000.

## وصلات خارجية
- (34146) 2000 QH16 في قاعدة بيانات مختبر الدفع النفاث لأجرام النظام الشمسي الصغيرة

- الاكتشاف · مخطط المدار ·  العناصر المدارية · المعلمات المادية

- (34146) 2000 QH16 على موقع ويكي سكاي: DSS2, SDSS, GALEX, IRAS, Hydrogen α, X-Ray, Astrophoto, Sky Map, Articles and images